# ヘスス・スアレス
ヘスス・スアレス（Jesús Súarez,1959年5月31日-）は、ウルグアイ・モンテビデオ県モンテビデオ出身の記者、コラムニスト、ジャーナリスト。現在はア・コルーニャ在住。愛称はジーザスまたはスソ。

## 経歴
ウルグアイ・モンテビデオ生まれ。その後、母国スペインに戻り、スペイン・ガリシア州リーグ1部でサッカー選手としてプレーした経験を持つ。引退後は監督養成学校でフェルナンド・バスケス（現RCDマヨルカ監督）に学び、指導者としての道を歩む。州リーグのクラブで監督を務めた後、「オール・ヨーロッパ」紙に寄稿するなど、ジャーナリストとして活躍している。
1994年4月号より日本のサッカー雑誌「ワールドサッカーダイジェスト」巻末の「The JOURNALISTIC」というコーナーで、現在に至るまでスペインのモノクロページコラムを担当しており、月一回の連載で友人のフアン・カルロス・バレロンとの対談形式の「Fútbol合評会」というコーナーも掲載されている。
また翻訳を務める日本のスポーツライター、小宮良之との共著で「〜への挑戦状」シリーズなども刊行されている。

## エピソード
長らく来日経験がなかったが、2016年4月に初来日。寄稿しているワールドサッカーダイジェストの編集部を表敬訪問している。

## 著書
- 2011年8月『名将への挑戦状 ~世界のサッカー監督論~』 (東邦出版) ISBN 9784809409691